# Felice Mina
Felice Mina (Cagno, 20 agosto 1912 – Cantello, 6 settembre 1976) è stato uno scultore e medaglista italiano.

## Biografia
Ha frequentato l'Accademia di belle arti di Brera nel 1930 e la Scuola superiore d'Arte applicata all'Industria del Castello Sforzesco di cui divenne insegnante dal 1954 al 1976. Le sue opere si trovano presso le collezioni private di tutto il mondo mentre i suoi monumenti si trovano a Milano, Varese, Como, Brescia, Tradate, Trento, Vicenza. Fra le sue opere i monumenti ai caduti di Cantello, Azzate, Albiolo, Cagno (rielaborazione di quello sottratto dello scultore Michele Vedani) Buguggiate, Solaro. Realizzò il crocifisso astile portato da Papa Paolo VI nelle Filippine e la Medaglia di Papa Giovanni XXIII, portata in orbita attorno alla Luna dagli astronauti americani e conservata nei Musei Vaticani. La medaglia contiene al rovescio un pezzo di stoffa di un vestito dello stesso Pontefice recato seco dal Colonnello Frank Borman comandante della nave spaziale Apollo 8 nel volo che dal 21 al 27 dicembre 1968 condusse la prima volta tre uomini intorno alla Luna. Donata dal Comandante Borman a Sua Santità Paolo VI il 15 febbraio 1969.Con Giacomo Manzù, Marino Marini, Arturo Martini e Francesco Messina è considerato tra i più importanti scultori figurativi del 900 Italiano.

## Opere
Monumenti ai Caduti
- Albiolo 1956
- Azzate 1969
- Buguggiate 1969
- Cantello 1958
- Cagno 1953
- Solaro 1973
- Ossario situato nel cimitero di Malnate 1968

Crocifissi
- Croce astile portata da Papa Paolo VI nel viaggio in Estremo Oriente (1970) donata dal pontefice stesso alla Cattedrale di Manila
- Crocifisso presso la Chiesa "Madonna della Medaglia Miracolosa" di via Lucania a Milano, inaugurata dal Card.Montini (poi Papa Paolo VI) - Arch. Guglielmo Giani (1962)
- Crocifisso presso la cappella del Centro Culturale "Veritas" a Trieste (1959)
- Crocifisso presso il centro "O Santissima" delle Suore Figlie della Chiesa - Villazzano (Trento)

Cimitero Monumentale di Milano
- Edicola "Sonzogno" - Cippo in Marmo di Carrara con altorilievo raffigurante la Musica e la Poesia - anno 1963 - Arch. Crescini (semidistrutta durante il secondo conflitto mondiale l'originale del 1874, opera dell'Arch. Carlo Maciachini) - Necropoli 157
- Edicola "Di Michiel" - Cancello in bronzo - Arch. Crescini - anno 1960 - rep.XIV giardino 362-363
- Edicola "Gallotti" - Cristo crocifisso con due angeli oranti bassorilievo in marmo di Musso - Arch. Papi - anno 1956/1957
- Edicola "Lamini-Pasta" - In granito rosa di baveno, verde Mergozzo, base in granito nero di Anzola - Arch.Claudio Buttafava - anno 1955 - Necropoli 23 - sculture con Mino Buttafava: "L'Angelo Consolatore" in granito rosso Labrador e "La Resurrezione di Lazzaro" in granito rosa di Baveno.
- Mastaba "De Vecchi" - Madonna con Bambino con due angeli oranti in granito bianco d'Alzo - anno 1965 - Arch. Crescini - Necropoli 2
- Tomba "Calderoni" - Ara in bronzo ottagonale con quattro rilievi di Angeli - Arch. Crescini - anno 1964 - rep.XI giardino 195-196
- Tomba "Tito Ricordi" - Isaia orante e salmodiante in granito di Baveno - anno 1951 - Arch. Claudio Buttafava - rep.XIX giardino 168
- Tomba "Eubole Cavalletti" - Immacolata in marmo - anno 1954 - Arch. Crescini - rep.XX
- Tomba "Isidoro Rino de Benedetti" (attore di prosa) - Cippo funerario in granito nero svedese monolitico con due maschere teatrali ai lati - anno 1959 - Arch. Crescini
- Tomba "Terzaghi-Borghi" - Redentore - anno 1951 - rep.XIX giardino 62
- Tomba "Ebe Boesi Piantoni" - La Bontà e l'Amore - anno 1952 - rep.XX giardino 410
- Tomba "Longoni-Bardelli" - Le quattro Virtù Cardinali in granito rosa di Baveno - anno 1953 - rep.XIX giardino 183
- Tomba "Cannonero Lari Prevost" - La Velata - statua in bronzo, basamento in granito di Anzola - anno 1955 - Arch. Claudio Buttafava
- Tomba "Antonio e Paolo Miozzi" - Siamo Felici - Arch. Rino Ferrini
- Tomba "Luigi Motta" (scrittore) - Volto con libro e penna - rep.V giardino 48
- Tomba "Ricciardi Mattioli-Alberto Antongini - Fanciullo tra due angeli in marmo bianco - Arch. Crescini - anno 1961 - rep.? giardino 162-163
- Tomba "Resi-del Grande" - Il sogno della giovine in granito di Baveno - Arch. Claudio Buttafava - rep.XII giardino 333
- Tomba "Lentati" - Madonna - rep.XX giardino 158
- Tomba "Berni-Balbiani" - Angelo in bronzo - Arch.Crescini - anno 1959 - rep. esterno P.Q. Ponente giardino 67
- Tomba "Mella" - Donna inginocchiata in bronzo
- Tomba "Omodeo Salè" - Uomo che riposa, donna che allatta sotto gli alberi - rep.XX giardino 275
- Tomba "Gaetano Pastore" - Donna che sorregge fanciullo - Arch. Rino Ferrini - rep.XX giardino 276
- Tomba "Proserpio-Toffi" - Cristo in bronzo - Arch. Crescini - anno 1961 - rep.XVI
- Tomba "Lodetti" - Donna inginocchiata con due Angeli in estasi in bronzo - Arch. Crescini - anno 1958 - rep.C. Levante giardino 46 a-b-c
- Lapide "Eugenia Berta" - Madonna con dodici stelle - anno 1963

Cimitero Maggiore di Milano (Musocco)
- Cripta "Amedeo Tommasi"- "Il Pensatore" - in granito bianco di Alzo Lago d'Orta - Arch. A.Romani - anno 1966 campo 61 spazio 91
- Tomba "Arturo Cairoli" - "Il Lutto" - campo 5 giardino 26
- Edicola "Della Rosa" - "Mater divina e gratiae" - ceramica
- Tomba "Tognazzi" - Travertino
- Edicola "Ing.Gallo" - "Madonna con bambino" - campo 1 spazio 100
- Monumento "Giuseppe Battigelli" - campo decennale N°26 giardino 865
- Busto "Domenico Bozzoni" - campo 9 giardino 530
- Busto "Romolo Mantegazza" in bronzo - anno 1969
- Tomba "Giorgi" - "Cristo con persona in ginocchio supplicante"
- Tomba "Giantomassi" - "Giovane seduto con lucerna"
- Tomba "Carlo Orio" - campo 63 giardino 183

Cimiteri in Lombardia
- Abbiate Guazzone (Tradate):

1. Cappella "Reggiani" - 12 Apostoli + viae crucis - marmo botticino - Arch. Giani - anno 1951
2. Edicola "Giani" -Le Tavole della Legge -Il discorso della Montagna - La Resurrezione - La visione della città Celeste - travertino romano - in collaborazione con Mino Buttafava - Arch. Guglielmo Giani - anno 1971

- Besozzo

1. Monumento "Ribolzi" - Testa in bronzo.

- Cagno

1. Tomba "Don Primo Luraschi" - Il sacerdote - Granito.

- Cantello:

1. Cappella "Montoli" - Stele in bronzo nel portale con simboli cristiani - dis. Geom. Bai
2. Cappella "Brusa" - "Deposizione" - anno 1973
3. Tomba "Cattaneo - Ossola" - "Fiamma" - in serizzo ghiandone - anno 1969 - lavorato alla punta
4. Tomba "Pino Mina" - "Albero della vita"
5. Tomba "Eliseo e Giovanna Mina" - "Pellicani" - (in questa tomba è sepolto dal settembre 1976 lo scultore Felice Mina)

- Longone:

1. Cappella "Famiglia Turati"

- Malnate:

1. Cappella "Roncoroni" - "La Famiglia" in granito ghiandone e rosa di Baveno - Crocifisso in bronzo - Arch. Romani - anno 1959
2. Tomba "Malinverno" - "Maternità" in granito bianco - anno 1966
3. Tomba "Cirillo Riva" - "Le quattro Virtù Cardinali"
4. Tomba "Piero Rancati"- "Deposizione"

- Sesto Calende: Cappella "Varalli Fusco" - "Il Padre e la Madre" - Porta in bronzo delle Stagioni - anno 1968
- Tradate:

1. Cripta "Masciocchi" - urna ossario - "Resurrezione di Lazzaro" - in travertino puro - Arch. Guglielmo Giani - anno 1957
2. Edicola "Felice Meregaglia" - marmo travertino - Arch. Guglielmo Giani - portali in rame sbalzati -Fede, Speranza, Carità
3. Tomba Antognazza - Antico e Nuovo Testamento - Testa di Cristo - marmi - Arch.Giani Guglielmo
4. Tomba Puerari - L'Albero della Vita - Travertino - Arch.Guglielmo Giani

Opere in cimiteri ignoti:
- Edicola "Romani" - "Le virtù Cardinali in granito"
- Tomba "Giovara"
- Tomba "Pirovano"
- Tomba "Del Vo"
- Tomba "Chiesa Cobianchi"
- Tomba "Aristide Tosi"
- Tomba "Griggio" (Milano?)

bassorilievo volto realizzato in bronzo per antonini ambrogio cimitero di venegono inferiore
Medaglie Commemorative
- San Francesco
- San Paolo - Ciborio Basilica S.Paolo Roma
- Papa Giovanni XXIII - Joannes XXIII Pont.Max.
- Papa Paolo VI - Paulus VI Pont.Max. - Anno Jubilaer MCMLXXV
- Beato (ora canonizzato) Luigi Guanella
- Sant'Elizabeth Ann Bayley Seton - Canonization (September - 14 - 1975)
- VI Centenario di Nostra Signora di Bonara Cagliari
- Sergio Pignedoli - Cardinale di Santa Romana Chiesa - 5/3/1973
- Beatus Joannes Angelicus Pictor - Gloria Pictorium Speculum De Cusque Joannes
- San Filippo Neri - B.Vincenzo Grossi*
- Sant Capitanio e Gerorosa
- Madonna - Fatima
- Angioletto
- San Ambrogio Vescovo - Basilica San Ambrogio Milano
- Renovatio et Reconciliato - Paulus VI Pont.Max.anno Jubilaei MCMLXXV - Romae
- 50° Pontificio Opere Missionarie - Pio XI - (1922-1972) - Paolo VI
- XVI Centenario della Ordinazione Episcopale di S.Ambrogio Vescovo di Milano 7/XII/374-1974
- Santus Martinus de Porres Conf.O.P. - Mixto Sanguine Natus Gentium Caritatis Signifer
- Seminario Vescovile Lodi (1575-1975)
- Santus Petrus Iulianus Eymard - Quinto idus Decembres MCMLXII
- Beato Vincenzo Grossi (1845-1917) fondatore Istituto Figlie Dell'Oratorio - "La via è aperta:bisogna andare"
- Santus Franciscus M.a Camporubeo O.F.M. CAP.
- Beato César de Bus (1544-1607) - Fundator Cong.Presbiterorum Doctrinae Christianae
- San Paolo della Croce - Fondatore Passionisti - Roma ottobre 1975 - I Congresso Inter.Sapientia Crucis - II centenario morte 1775-1975
- Servo di Dio Cardinale Ildelfonso Schuster - Arcivescovo Milano (18/I/1880 - 30/VIII/1954) Ora et Labora
- Beato Carlo Steeb (1773-1856) - 6/7/1975
- Beato Eugène de Mazenod (1782-1861) - Beatificatio Die 19 octobris Anno Jubilaei 1975 - poi canonizzato nel 1995
- Fides et Amor VIII-VII-MDCCCLXXV-MCMLV - Paulus VI Pont.Max.Anno Jubilai MCMLXXV
- Maria SS.di Montevergine - Paolo VI Pont.Max. anno Santo 1974-75
- Beato Innocenzo da Berzo
- Mater Divinae Providentiae
- S.Eusebio Vescovo 1899/1959 - Le sue Figlie di S.Eusebio nel sessantennio di fondazione Vercelli
- Padre Annibale Maria di Francia 1851/1927 - Santuario S.Antonio
- S.Teresa Jornet Fund.Hermanitas Ancianos Desamparados 1843/1897 - Pablo VIP.M. 27 Enero 1974
- B.Aloisius M.Palazzolo Sac. Soror. Paupercularum Conditor 1827/1886 - Joannes XXIII Pont.Max. S.Princip.A.Vin Beatorum Numer. Eumad Scripsit A.D.Quartum Decimum Kalendas Apriles MCMLXII
- Justinus De Jacobis C.M.Vicarius Apostolicus Abissinia in Sanctorum Numerum Adscriptus 26/10/1975
- Bartolo Longo Apostolo del Rosario Padre degli Orfani - 1º Centenario 1875/1975 B.V.di Pompei
- Basilica Penitenziale di S.Michele Arcangelo-Anno Santo 1975 Sommo Pontefice Paolo VI - Monte S.Angelo Gargano
- Città di Angera - La Rocca - Madonna della Riva
- Ricordo della prima comunione - Hoc Est Enim Corpus Meum
- Expo 1967 - CCCP - Italia
- Istituto Tecnico Industriale per chimici "Ettore Molinari" - 16 ottobre 1940
- "Colombe" MCMLXXII - Damiano Colombo e Figli - Noviglio
- "Focolare" - Silvana e Umberto hanno unito il loro amore in Cristo - 16/5/1966

Opere Varie
- Sede della banca "Credito Italiano" piazza Cavour Como - Arch. Crescini - anno 1965
- 3 bassorilievi in marmo:

1. Commercio
2. Industria
3. Agricoltura

- 4 pannelli in rame sbalzato:

1. Plinio il Giovane
2. Paolo Giovio
3. Papa Innocenzo XI
4. Alessandro Volta

- Monumento CDF - Colombo Damiano e figli - Noviglio
- Via Crucis
- 3 serie da 14 stazioni ciascuna in terracotta - Fornace Curti Milano:

1. Chiesa Nuova - Cagno
2. Centro "O Santissima" delle Suore Figlie della Chiesa - Villazzano,(Trento)
3. Chiesa San Martino - Malnate inaug.14/9/2012

- Ambone della Chiesa dei Missionari di via Monterosa a Milano - "I simboli degli Evangelisti", bassorilievo in marmo rosso di Verona
- Tabernacolo e Cuore - Figlie della Chiesa - via della Magliana - Roma - Arch.Roberto Bellini (ultima opera) anno 1976 (in struttura prefabbricata)
- Deposizione - anno 1934 - Esposta a Londra e premiata al Castello Sforzesco di Milano
- "Modella" in legno - anno 1951 - (esposta Palazzo Reale Milano anno 1964) - collezione privata - Cagno
- "Le Quattro Stagioni" statuette in marmo - Commit. Vittore Buzzi - Milano - collezione privata - ?
- "Le Quattro Stagioni" ceramica - collezione privata - Cantello
- "La serenità della famiglia" ceramica - collezione privata - Cagno
- "Liliana" Testa in marmo di Candoglia - collezione privata - Malnate
- "Adamo e Eva" marmo - raccolta Crescini -?
- "Madonna con Bambino" - ceramica - Tradate - Arch.Giani Guglielmo
- "Nudi al Bagno" (N°4) in bronzo - Tradate - Arch. Giani Guglielmo
- "Cavallino" in bronzo - Tradate - Arch.Giani Guglielmo
- "Cavallo" in bronzo - commit. Prof. Manoni -?
- "Cavallino" in bronzo - 20 x 10 h 15 - collezione privata - Cagno
- "Deposizione" pannello in bronzo - collezione privata - Cagno
- "Testa" in marmo bianco - nipote Arch. Crescini
- "Testa" in bronzo direttore Westinghouse - Milano
- "Colomba" in marmo bianco - I lavoro anno 1929 - collezione privata - Cantello
- "La S.Infanzia" in bronzo - Gesù Bambino e S.Giovanni - anno 1958
- "Nudo femminile" varie statuette in bronzo - collezioni private - Cagno, Cantello, Cernobbio, Malnate, Tradate, Varese, etc.
- Santa Chiara in marmo - collezione privata - Malnate
- Camino in ceramica - Brighi Milano - Arch. Ferrini
- "Dalla palafitta al Pirellone" in marmo Botticino Bianco- collocato casa natale Cagno (C0) Fraz.Mulino Trotto (Parco del Lanza)
- Fontanino a Pracastello San Pellegrino Terme - Mosè che scaturisce le acque - Arch.Giani
- "Deposizione stilizzata" in bronzo cm.59x20 - collezione privata - Castelnuovo Bozzente
- "Cristo con spine" in terracotta diam. cm.20,5 - collezione privata - Castelnuovo Bozzente
- "La Forze della Natura" in ceramica - Acqua, terra, cielo, fuoco. - Trivelli - Arch.Giani Guglielmo
- "Le quattro Stagioni " in ceramica - Varigotti Finale Ligure - Condominio Filippo - Arch.Giani Guglielmo
- "Le materie d'Insegnamento" in ceramica - Scuola di Abbiate Guazzone - Arch.Giani Guglielmo

Modelle
- Liliana Signorelli -1943-
- Giovina Rossi -1946-
- Bianchina -1950-
- Rosi Nonaro -1958-
- Vittoria Solinas - xx -
- Luisa x -1967-
- Pia Pavesi -1972-
- Fabrizia x -1973-
- Grazia x -1973-
- Marzia x -1973-